# Campiones de dobles femenins dels torneigs del Grand Slam
Llista de guanyadores en la categoria de dobles femenins dels torneigs del Grand Slam:

## Palmarès
| Llegenda de colors                                         |
| ---------------------------------------------------------- |
| Guanyadors/es dels 4 torneigs Grand Slam en el mateix any. |
| Guanyadors/es de 3 torneigs Grand Slam en el mateix any.   |
| Guanyadors/es de 2 torneigs Grand Slam en el mateix any.   |
| Edicions exclusives pels membres del club.                 |

| Any  | Australian Open                                                                                   | Roland Garros                                                | Wimbledon                                          | US Open                                            |
| ---- | ------------------------------------------------------------------------------------------------- | ------------------------------------------------------------ | -------------------------------------------------- | -------------------------------------------------- |
| 1889 | iniciat el 1922                                                                                   | iniciat el 1925                                              | iniciat el 1913                                    | Bertha Townsend Margarette Ballard                 |
| 1890 | no creat                                                                                          | no creat                                                     | no creat                                           | Ellen Roosevelt Grace Roosevelt                    |
| 1891 | no creat                                                                                          | no creat                                                     | no creat                                           | Mabel Cahill (1/2) Emma Leavitt                    |
| 1892 | no creat                                                                                          | no creat                                                     | no creat                                           | Mabel Cahill (2/2) Adeline McKinlay                |
| 1893 | no creat                                                                                          | no creat                                                     | no creat                                           | Aline Terry Hattie Butler                          |
| 1894 | no creat                                                                                          | no creat                                                     | no creat                                           | Helen Hellwig (1/2) Juliette Atkinson (1/7)        |
| 1895 | no creat                                                                                          | no creat                                                     | no creat                                           | Helen Hellwig (2/2) Juliette Atkinson (2/7)        |
| 1896 | no creat                                                                                          | no creat                                                     | no creat                                           | Elisabeth Moore (1/2) Juliette Atkinson (3/7)      |
| 1897 | no creat                                                                                          | no creat                                                     | no creat                                           | Juliette Atkinson (4/7) Kathleen Atkinson (1/2)    |
| 1898 | no creat                                                                                          | no creat                                                     | no creat                                           | Juliette Atkinson (5/7) Kathleen Atkinson (2/2)    |
| 1899 | no creat                                                                                          | no creat                                                     | no creat                                           | Jane Craven Myrtle McAteer (1/2)                   |
| 1900 | no creat                                                                                          | no creat                                                     | no creat                                           | Edith Parker Hallie Champlin                       |
| 1901 | no creat                                                                                          | no creat                                                     | no creat                                           | Juliette Atkinson (6/7) Myrtle McAteer (2/2)       |
| 1902 | no creat                                                                                          | no creat                                                     | no creat                                           | Juliette Atkinson (7/7) Marion Jones               |
| 1903 | no creat                                                                                          | no creat                                                     | no creat                                           | Elisabeth Moore (2/2) Carrie Neely (1/3)           |
| 1904 | no creat                                                                                          | no creat                                                     | no creat                                           | May Sutton Miriam Hall                             |
| 1905 | no creat                                                                                          | no creat                                                     | no creat                                           | Helen Homans Carrie Neely (2/3)                    |
| 1906 | no creat                                                                                          | no creat                                                     | no creat                                           | Ann Burdette Ethel Bliss Platt                     |
| 1907 | no creat                                                                                          | no creat                                                     | no creat                                           | Marie Wimer Carrie Neely (3/3)                     |
| 1908 | no creat                                                                                          | no creat                                                     | no creat                                           | Evelyn Sears Margaret Curtis                       |
| 1909 | no creat                                                                                          | no creat                                                     | no creat                                           | Hazel Wightman (1/7) Edith Rotch (1/2)             |
| 1910 | no creat                                                                                          | no creat                                                     | no creat                                           | Hazel Wightman (2/7) Edith Rotch (2/2)             |
| 1911 | no creat                                                                                          | no creat                                                     | no creat                                           | Hazel Wightman (3/7) Eleanora Sears (1/4)          |
| 1912 | no creat                                                                                          | no creat                                                     | no creat                                           | Mary Browne (1/6) Dorothy Green                    |
| 1913 | no creat                                                                                          | no creat                                                     | Winifred McNair Dora Boothby                       | Mary Browne (2/6) Louise Riddell (1/3)             |
| 1914 | no creat                                                                                          | no creat                                                     | Agatha Morton Elizabeth Ryan (1/17)                | Mary Browne (3/6) Louise Riddell (2/3)             |
| 1915 | no creat                                                                                          | no creat                                                     | no celebrat                                        | Hazel Wightman (4/7) Eleanora Sears (2/4)          |
| 1916 | no creat                                                                                          | no creat                                                     | no celebrat                                        | Molla Bjurstedt (1/2) Eleanora Sears (3/4)         |
| 1917 | no creat                                                                                          | no creat                                                     | no celebrat                                        | Molla Bjurstedt (2/2) Eleanora Sears (4/4)         |
| 1918 | no creat                                                                                          | no creat                                                     | no celebrat                                        | Marion Zinderstein (1/4) Eleanor Goss (1/4)        |
| 1919 | no creat                                                                                          | no creat                                                     | Suzanne Lenglen (1/8) Elizabeth Ryan (2/17)        | Marion Zinderstein (2/4) Eleanor Goss (2/4)        |
| 1920 | no creat                                                                                          | no creat                                                     | Suzanne Lenglen (2/8) Elizabeth Ryan (3/17)        | Marion Zinderstein (3/4) Eleanor Goss (3/4)        |
| 1921 | no creat                                                                                          | no creat                                                     | Suzanne Lenglen (3/8) Elizabeth Ryan (4/17)        | Mary Browne (4/6) Louise Riddell (3/3)             |
| 1922 | Esna Boyd (1/5) Marjorie Mountain                                                                 | no creat                                                     | Suzanne Lenglen (4/8) Elizabeth Ryan (5/17)        | Marion Zinderstein (4/4) Helen Wills (1/9)         |
| 1923 | Esna Boyd (2/5) Sylvia Lance (1/3)                                                                | no creat                                                     | Suzanne Lenglen (5/8) Elizabeth Ryan (6/17)        | Kathleen McKane (1/2) Phyllis Covell               |
| 1924 | Daphne Akhurst (1/5) Sylvia Lance (2/3)                                                           | no creat                                                     | Hazel Hotchkiss (5/7) Helen Wills (2/9)            | Hazel Hotchkiss (6/7) Helen Wills (3/9)            |
| 1925 | Sylvia Lance (3/3) Daphne Akhurst (2/5)                                                           | Suzanne Lenglen (6/8) Julie Vlasto (1/2)                     | Suzanne Lenglen (7/8) Elizabeth Ryan (7/17)        | Marion Zinderstein (5/6) Helen Wills (4/9)         |
| 1926 | Meryl O'Hara (1/2) Esna Boyd (3/5)                                                                | Suzanne Lenglen (8/8) Julie Vlasto (2/2)                     | Mary Browne (6/6) Elizabeth Ryan (8/17)            | Elizabeth Ryan (9/17) Eleanor Goss (4/4)           |
| 1927 | Meryl O'Hara (2/2) Louie Bickerton (1/2)                                                          | Irene Bowder Bobbie Heine                                    | Helen Wills (5/9) Elizabeth Ryan (10/17)           | Kathleen McKane (2/2) Ermyntrude Harvey            |
| 1928 | Daphne Akhurst (3/5) Esna Boyd (4/5)                                                              | Phoebe Holcroft (1/4) Eileen Bennett (1/3)                   | Peggy Saunders (1/2) Phoebe Holcroft (2/4)         | Hazel Hotchkiss (7/7) Helen Wills (6/9)            |
| 1929 | Daphne Akhurst (4/5) Esna Boyd (5/5)                                                              | Lili de Alvarez Kornelia Bouman                              | Peggy Saunders (2/2) Phoebe Holcroft (3/4)         | Phoebe Holcroft (4/4) Peggy Michell                |
| 1930 | Margaret Molesworth (1/3) Emily Hood (1/3)                                                        | Helen Wills (7/9) Elizabeth Ryan (11/17)                     | Helen Wills (8/9) Elizabeth Ryan (12/17)           | Betty Nuthall (1/4) Sarah Palfrey (1/11)           |
| 1931 | Daphne Akhurst (5/5) Louie Bickerton (2/2)                                                        | Eileen Bennett (2/3) Betty Nuthall (2/4)                     | Phyllis Mudford Dorothy S. Barron                  | Eileen Bennett (3/3) Betty Nuthall (3/4)           |
| 1932 | Coral Buttsworth Marjorie Cox                                                                     | Helen Wills (9/9) Elizabeth Ryan (13/17)                     | Doris Metaxa Josane Sigart                         | Helen Jacobs (1/3) Sarah Palfrey (2/11)            |
| 1933 | Margaret Molesworth (2/3) Emily Hood (2/3)                                                        | Simone Mathieu (1/9) Elizabeth Ryan (14/17)                  | Simone Mathieu (2/9) Elizabeth Ryan (15/17)        | Betty Nuthall (4/4) Freda James (1/3)              |
| 1934 | Margaret Molesworth (3/3) Emily Hood (3/3)                                                        | Simone Mathieu (3/9) Elizabeth Ryan (16/17)                  | Simone Mathieu (4/9) Elizabeth Ryan (17/17)        | Helen Jacobs (2/3) Sarah Palfrey (3/11)            |
| 1935 | Evelyn Dearman Nancye W. Lyle                                                                     | Margaret Scriven Kay Stammers (1/3)                          | Freda James (2/3) Kay Stammers (2/3)               | Helen Jacobs (3/3) Sarah Palfrey (4/11)            |
| 1936 | Thelma Coyne (1/12) Nancye Wynne (1/10)                                                           | Simone Mathieu (5/9) Billy Yorke (1/4)                       | Freda James (3/3) Kay Stammers (3/3)               | Marjorie Gladman Carolin Babcock                   |
| 1937 | Thelma Coyne (2/12) Nancye Wynne (2/10)                                                           | Simone Mathieu (6/9) Billy Yorke (2/4)                       | Simone Mathieu (7/9) Billy Yorke (3/4)             | Sarah Palfrey (5/11) Alice Marble (1/6)            |
| 1938 | Thelma Coyne (3/12) Nancye Wynne (3/10)                                                           | Simone Mathieu (8/9) Billy Yorke (4/4)                       | Sarah Palfrey (6/11) Alice Marble (2/6)            | Sarah Palfrey (7/11) Alice Marble (3/6)            |
| 1939 | Thelma Coyne (4/12) Nancye Wynne (4/10)                                                           | Simone Mathieu (9/9) Jadwiga Jędrzejowska                    | Sarah Palfrey (8/11) Alice Marble (4/6)            | Sarah Palfrey (9/11) Alice Marble (5/6)            |
| 1940 | Thelma Coyne (5/12) Nancye Wynne (5/10)                                                           | no celebrat                                                  | no celebrat                                        | Sarah Palfrey (10/11) Alice Marble (6/6)           |
| 1941 | no celebrat                                                                                       | no celebrat                                                  | no celebrat                                        | Sarah Palfrey (11/11) Margaret Osborne (1/21)      |
| 1942 | no celebrat                                                                                       | no celebrat                                                  | no celebrat                                        | Louise Brough (1/21) Margaret Osborne (2/21)       |
| 1943 | no celebrat                                                                                       | no celebrat                                                  | no celebrat                                        | Louise Brough (2/21) Margaret Osborne (3/21)       |
| 1944 | no celebrat                                                                                       | no celebrat                                                  | no celebrat                                        | Louise Brough (3/21) Margaret Osborne (4/21)       |
| 1945 | no celebrat                                                                                       | no celebrat                                                  | no celebrat                                        | Louise Brough (4/21) Margaret Osborne (5/21)       |
| 1946 | Joyce Fitch Mary Bevis                                                                            | Louise Brough (5/21) Margaret Osborne (6/21)                 | Louise Brough (6/21) Margaret Osborne (7/21)       | Louise Brough (7/21) Margaret Osborne (8/21)       |
| 1947 | Thelma Coyne (6/12) Nancye Wynne (6/10)                                                           | Louise Brough (8/21) Margaret Osborne (9/21)                 | Patricia Canning (1/2) Doris Hart (1/14)           | Louise Brough (9/21) Margaret Osborne (10/21)      |
| 1948 | Thelma Coyne (7/12) Nancye Wynne (7/10)                                                           | Patricia Canning (2/2) Doris Hart (2/14)                     | Louise Brough (10/21) Margaret Osborne (11/21)     | Louise Brough (11/21) Margaret Osborne (12/21)     |
| 1949 | Thelma Coyne (8/12) Nancye Wynne (8/10)                                                           | Louise Brough (12/21) Margaret Osborne (13/21)               | Louise Brough (13/21) Margaret Osborne (14/21)     | Louise Brough (14/21) Margaret Osborne (15/21)     |
| 1950 | Louise Brough (15/21) Doris Hart (3/14)                                                           | Doris Hart (4/14) Shirley Fry (1/12)                         | Louise Brough (16/21) Margaret Osborne (16/21)     | Louise Brough (17/21) Margaret Osborne (17/21)     |
| 1951 | Thelma Coyne (9/12) Nancye Wynne (9/10)                                                           | Doris Hart (5/14) Shirley Fry (2/12)                         | Doris Hart (6/14) Shirley Fry (3/12)               | Doris Hart (7/14) Shirley Fry (4/12)               |
| 1952 | Thelma Coyne (10/12) Nancye Wynne (10/10)                                                         | Doris Hart (8/14) Shirley Fry (5/12)                         | Doris Hart (9/14) Shirley Fry (6/12)               | Doris Hart (10/14) Shirley Fry (7/12)              |
| 1953 | Maureen Connolly (1/2) Julie Sampson                                                              | Doris Hart (11/14) Shirley Fry (8/12)                        | Doris Hart (12/14) Shirley Fry (9/12)              | Doris Hart (13/14) Shirley Fry (10/12)             |
| 1954 | Mary Bevis (1/4) Beryl Penrose (1/2)                                                              | Maureen Connolly (2/2) Nell Hall                             | Louise Brough (18/21) Margaret Osborne (18/21)     | Doris Hart (14/14) Shirley Fry (11/12)             |
| 1955 | Mary Bevis (2/4) Beryl Penrose (2/2)                                                              | Beverly Baker Darlene Hard (1/13)                            | Angela Mortimer Anne Shilcock                      | Louise Brough (19/21) Margaret Osborne (19/21)     |
| 1956 | Mary Bevis (3/4) Thelma Coyne (11/12)                                                             | Angela Buxton (1/2) Althea Gibson (1/5)                      | Angela Buxton (2/2) Althea Gibson (2/5)            | Louise Brough (20/21) Margaret Osborne (20/21)     |
| 1957 | Althea Gibson (3/5) Shirley Fry (12/12)                                                           | Shirley Bloomer Darlene Hard (2/13)                          | Althea Gibson (4/5) Darlene Hard (3/13)            | Louise Brough (21/21) Margaret Osborne (21/21)     |
| 1958 | Mary Bevis (4/4) Thelma Coyne (12/12)                                                             | Rosie Reyes Yola Ramírez                                     | Maria Bueno (1/11) Althea Gibson (5/5)             | Darlene Hard (4/13) Jeanne Arth (1/3)              |
| 1959 | Renee Schuurman (1/5) Sandra Reynolds (1/4)                                                       | Renee Schuurman (2/5) Sandra Reynolds (2/4)                  | Darlene Hard (5/13) Jeanne Arth (2/3)              | Darlene Hard (6/13) Jeanne Arth (3/3)              |
| 1960 | Maria Bueno (2/11) Christine Truman (1/4)                                                         | Maria Bueno (3/11) Darlene Hard (7/13)                       | Maria Bueno (4/11) Darlene Hard (8/13)             | Maria Bueno (5/11) Darlene Hard (9/13)             |
| 1961 | Mary Carter Margaret Court (1/19)                                                                 | Renee Schuurman (3/5) Sandra Reynolds (3/4)                  | Karen Hantze (1/3) Billie Jean (1/16)              | Darlene Hard (10/13) Lesley Turner (1/7)           |
| 1962 | Margaret Court (2/19) Robyn Ebbern (1/3)                                                          | Renee Schuurman (4/5) Sandra Reynolds (4/4)                  | Karen Hantze (2/3) Billie Jean (2/16)              | Darlene Hard (11/13) Maria Bueno (6/11)            |
| 1963 | Margaret Court (3/19) Robyn Ebbern (2/3)                                                          | Ann Haydon (1/3) Renee Schuurman (5/5)                       | Darlene Hard (12/13) Maria Bueno (7/11)            | Margaret Court (4/19) Robyn Ebbern (3/3)           |
| 1964 | Judy Tegart (1/8) Lesley Turner (2/7)                                                             | Margaret Court (5/19) Lesley Turner (3/7)                    | Margaret Court (6/19) Lesley Turner (4/7)          | Billie Jean (3/16) Karen Hantze (3/3)              |
| 1965 | Margaret Court (7/19) Lesley Turner (5/7)                                                         | Margaret Court (8/19) Lesley Turner (6/7)                    | Maria Bueno (8/11) Nancy Richey (1/4)              | Carole Caldwell (1/2) Nancy Richey (2/4)           |
| 1966 | Carole Caldwell (2/2) Nancy Richey (3/4)                                                          | Margaret Court (9/19) Judy Tegart (2/8)                      | Maria Bueno (9/11) Billie Jean (4/16)              | Maria Bueno (10/11) Nancy Richey (4/4)             |
| 1967 | Lesley Turner (7/7) Judy Tegart (3/8)                                                             | Françoise Durr (1/7) Gail Chanfreau (1/4)                    | Rosemary Casals (1/9) Billie Jean (5/16)           | Rosemary Casals (2/9) Billie Jean (6/16)           |
| 1968 | Karen Krantzcke Kerry Melville (1/3)                                                              |                                                              |                                                    |                                                    |
| 1968 | Era Open                                                                                          |                                                              |                                                    |                                                    |
| 1968 |                                                                                                   | Françoise Durr (2/7) Ann Haydon (2/3)                        | Rosemary Casals (3/9) Billie Jean (7/16)           | Maria Bueno (11/11) Margaret Court (10/19)         |
| 1969 | Margaret Court (11/19) Judy Tegart (4/8)                                                          | Françoise Durr (3/7) Ann Haydon (3/3)                        | Margaret Court (12/19) Judy Tegart (5/8)           | Françoise Durr (4/7) Darlene Hard (13/13)          |
| 1970 | Margaret Court (13/19) Judy Tegart (6/8)                                                          | Françoise Durr (5/7) Gail Chanfreau (2/4)                    | Rosemary Casals (4/9) Billie Jean (8/16)           | Margaret Court (14/19) Judy Tegart (7/8)           |
| 1971 | Margaret Court (15/19) Evonne Goolagong (1/6)                                                     | Françoise Durr (6/7) Gail Chanfreau (3/4)                    | Rosemary Casals (5/9) Billie Jean (9/16)           | Rosemary Casals (6/9) Judy Tegart (8/8)            |
| 1972 | Kerry Harris Helen Gourlay (1/5)                                                                  | Billie Jean (10/16) Betty Stöve (1/6)                        | Billie Jean (11/16) Betty Stöve (2/6)              | Françoise Durr (7/7) Betty Stöve (3/6)             |
| 1973 | Margaret Court (16/19) Virginia Wade (1/4)                                                        | Margaret Court (17/19) Virginia Wade (2/4)                   | Rosemary Casals (7/9) Billie Jean (12/16)          | Margaret Court (18/19) Virginia Wade (3/4)         |
| 1974 | Evonne Goolagong (2/6) Peggy Michel (1/3)                                                         | Chris Evert (1/3) Olga Morozova                              | Evonne Goolagong (3/6) Peggy Michel (2/3)          | Rosemary Casals (8/9) Billie Jean (13/16)          |
| 1975 | Evonne Goolagong (4/6) Peggy Michel (3/3)                                                         | Chris Evert (2/3) Martina Navrátilová (1/31)                 | Ann Kiyomura Kazuko Sawamatsu                      | Margaret Court (19/19) Virginia Wade (4/4)         |
| 1976 | Evonne Goolagong (5/6) Helen Gourlay (2/5)                                                        | Fiorella Bonicelli Gail Chanfreau (4/4)                      | Chris Evert (3/3) Martina Navrátilová (2/31)       | Delina Boshoff Ilana Kloss                         |
| 1977 | Dianne Fromholtz Helen Gourlay (3/5) (gen.)                                                       | Regina Maršíková Pam Teeguarden                              | Helen Gourlay (4/5) JoAnne Russell                 | Martina Navrátilová (3/31) Betty Stöve (4/6)       |
| 1977 | Evonne Goolagong (6/6) Helen Gourlay (5/5)compartit amb Kerry Melville (2/3) Mona Schallau (des.) | Regina Maršíková Pam Teeguarden                              | Helen Gourlay (4/5) JoAnne Russell                 | Martina Navrátilová (3/31) Betty Stöve (4/6)       |
| 1978 | Betsy Nagelsen (1/2) Renáta Tomanová                                                              | Mima Jaušovec Virginia Ruzici                                | Kerry Melville (3/3) Wendy Turnbull (1/4)          | Billie Jean (14/16) Martina Navrátilová (4/31)     |
| 1979 | Judy Chaloner Dianne Evers                                                                        | Betty Stöve (5/6) Wendy Turnbull (2/4)                       | Billie Jean (15/16) Martina Navrátilová (5/31)     | Betty Stöve (6/6) Wendy Turnbull (3/4)             |
| 1980 | Martina Navrátilová (7/31) Betsy Nagelsen (2/2)                                                   | Kathy Jordan (1/5) Anne Smith (1/5)                          | Kathy Jordan (2/5) Anne Smith (2/5)                | Billie Jean (16/16) Martina Navrátilová (6/31)     |
| 1981 | Kathy Jordan (4/5) Anne Smith (4/5)                                                               | Rosalyn Fairbank (1/2) Tanya Harford                         | Martina Navrátilová (8/31) Pam Shriver (1/21)      | Kathy Jordan (3/5) Anne Smith (3/5)                |
| 1982 | Martina Navrátilová (11/31) Pam Shriver (3/21)                                                    | Martina Navrátilová (9/31) Anne Smith (5/5)                  | Martina Navrátilová (10/31) Pam Shriver (2/21)     | Rosemary Casals (9/9) Wendy Turnbull (4/4)         |
| 1983 | Martina Navrátilová (14/31) Pam Shriver (6/21)                                                    | Rosalyn Fairbank (2/2) Candy Reynolds                        | Martina Navrátilová (12/31) Pam Shriver (4/21)     | Martina Navrátilová (13/31) Pam Shriver (5/21)     |
| 1984 | Martina Navrátilová (18/31) Pam Shriver (10/21)                                                   | Martina Navrátilová (15/31) Pam Shriver (7/21)               | Martina Navrátilová (16/31) Pam Shriver (8/21)     | Martina Navrátilová (17/31) Pam Shriver (9/21)     |
| 1985 | Martina Navrátilová (20/31) Pam Shriver (12/21)                                                   | Martina Navrátilová (19/31) Pam Shriver (11/21)              | Kathy Jordan (5/5) Elizabeth Sayers                | Claudia Kohde-Kilsch (1/2) Helena Suková (1/9)     |
| 1986 | no celebrat                                                                                       | Martina Navrátilová (21/31) Andrea Temesvári                 | Martina Navrátilová (22/31) Pam Shriver (13/21)    | Martina Navrátilová (23/31) Pam Shriver (14/21)    |
| 1987 | Martina Navrátilová (24/31) Pam Shriver (15/21)                                                   | Martina Navrátilová (25/31) Pam Shriver (16/21)              | Claudia Kohde-Kilsch (2/2) Helena Suková (2/9)     | Martina Navrátilová (26/31) Pam Shriver (17/21)    |
| 1988 | Martina Navrátilová (27/31) Pam Shriver (18/21)                                                   | Martina Navrátilová (28/31) Pam Shriver (19/21)              | Steffi Graf Gabriela Sabatini                      | Gigi Fernández (1/17) Robin White                  |
| 1989 | Martina Navrátilová (29/31) Pam Shriver (20/21)                                                   | Larisa Savchenko (1/2) Nataixa Zvéreva (1/18)                | Jana Novotná (1/12) Helena Suková (3/9)            | Hana Mandlíková Martina Navrátilová (30/31)        |
| 1990 | Jana Novotná (2/12) Helena Suková (4/9)                                                           | Jana Novotná (3/12) Helena Suková (5/9)                      | Jana Novotná (4/12) Helena Suková (6/9)            | Gigi Fernández (2/17) Martina Navrátilová (31/31)  |
| 1991 | Patty Fendick Mary Joe Fernandez (1/2)                                                            | Gigi Fernández (3/17) Jana Novotná (5/12)                    | Larisa Savchenko (2/2) Nataixa Zvéreva (2/18)      | Pam Shriver (21/21) Nataixa Zvéreva (3/18)         |
| 1992 | Arantxa Sánchez Vicario (1/6) Helena Suková (7/9)                                                 | Gigi Fernández (4/17) Nataixa Zvéreva (4/18)                 | Gigi Fernández (5/17) Nataixa Zvéreva (5/18)       | Gigi Fernández (6/17) Nataixa Zvéreva (6/18)       |
| 1993 | Gigi Fernández (7/17) Nataixa Zvéreva (7/18)                                                      | Gigi Fernández (8/17) Nataixa Zvéreva (8/18)                 | Gigi Fernández (9/17) Nataixa Zvéreva (9/18)       | Arantxa Sánchez Vicario (2/6) Helena Suková (8/9)  |
| 1994 | Gigi Fernández (10/17) Nataixa Zvéreva (10/18)                                                    | Gigi Fernández (11/17) Nataixa Zvéreva (11/18)               | Gigi Fernández (12/17) Nataixa Zvéreva (12/18)     | Jana Novotná (6/12) Arantxa Sánchez Vicario (3/6)  |
| 1995 | Jana Novotná (7/12) Arantxa Sánchez Vicario (4/6)                                                 | Gigi Fernández (13/17) Nataixa Zvéreva (13/18)               | Jana Novotná (8/12) Arantxa Sánchez Vicario (5/6)  | Gigi Fernández (14/17) Nataixa Zvéreva (14/18)     |
| 1996 | Chanda Rubin Arantxa Sánchez Vicario (6/6)                                                        | Lindsay Davenport (1/3) Mary Joe Fernandez (2/2)             | Martina Hingis (1/13) Helena Suková (9/9)          | Gigi Fernández (15/17) Nataixa Zvéreva (15/18)     |
| 1997 | Martina Hingis (2/13) Nataixa Zvéreva (16/18)                                                     | Gigi Fernández (16/17) Nataixa Zvéreva (17/18)               | Gigi Fernández (17/17) Nataixa Zvéreva (18/18)     | Lindsay Davenport (2/3) Jana Novotná (9/12)        |
| 1998 | Martina Hingis (3/13) Mirjana Lučić                                                               | Martina Hingis (4/13) Jana Novotná (10/12)                   | Martina Hingis (5/13) Jana Novotná (11/12)         | Martina Hingis (6/13) Jana Novotná (12/12)         |
| 1999 | Martina Hingis (7/13) Anna Kúrnikova (1/2)                                                        | Serena Williams (1/14) Venus Williams (1/14)                 | Lindsay Davenport (3/3) Corina Morariu             | Serena Williams (2/14) Venus Williams (2/14)       |
| 2000 | Lisa Raymond (1/6) Rennae Stubbs (1/4)                                                            | Martina Hingis (8/13) Mary Pierce                            | Serena Williams (3/14) Venus Williams (3/14)       | Julie Halard-Decugis Ai Sugiyama (1/3)             |
| 2001 | Serena Williams (4/14) Venus Williams (4/14)                                                      | Virginia Ruano Pascual (1/10) Paola Suárez (1/8)             | Lisa Raymond (2/6) Rennae Stubbs (2/4)             | Lisa Raymond (3/6) Rennae Stubbs (3/4)             |
| 2002 | Martina Hingis (9/13) Anna Kúrnikova (2/2)                                                        | Virginia Ruano Pascual (2/10) Paola Suárez (2/8)             | Serena Williams (5/14) Venus Williams (5/14)       | Virginia Ruano Pascual (3/10) Paola Suárez (3/8)   |
| 2003 | Serena Williams (6/14) Venus Williams (6/14)                                                      | Kim Clijsters (1/2) Ai Sugiyama (2/3)                        | Kim Clijsters (2/2) Ai Sugiyama (3/3)              | Virginia Ruano Pascual (4/10) Paola Suárez (4/8)   |
| 2004 | Virginia Ruano Pascual (5/10) Paola Suárez (5/8)                                                  | Virginia Ruano Pascual (6/10) Paola Suárez (6/8)             | Cara Black (1/5) Rennae Stubbs (4/4)               | Virginia Ruano Pascual (7/10) Paola Suárez (7/8)   |
| 2005 | Svetlana Kuznetsova (1/2) Alicia Molik (1/2)                                                      | Virginia Ruano Pascual (8/10) Paola Suárez (8/8)             | Cara Black (2/5) Liezel Huber (1/5)                | Lisa Raymond (4/6) Samantha Stosur (1/4)           |
| 2006 | Zi Yan (1/2) Jie Zheng (1/2)                                                                      | Lisa Raymond (5/6) Samantha Stosur (2/4)                     | Zi Yan (2/2) Jie Zheng (2/2)                       | Nathalie Dechy (1/2) Vera Zvonariova (1/3)         |
| 2007 | Cara Black (3/5) Liezel Huber (2/5)                                                               | Alicia Molik (2/2) Mara Santangelo                           | Cara Black (4/5) Liezel Huber (3/5)                | Nathalie Dechy (2/2) Dinara Safina                 |
| 2008 | Alona Bondarenko Katerina Bondarenko                                                              | Anabel Medina Garrigues (1/2) Virginia Ruano Pascual (9/10)  | Serena Williams (7/14) Venus Williams (7/14)       | Cara Black (5/5) Liezel Huber (4/5)                |
| 2009 | Serena Williams (8/14) Venus Williams (8/14)                                                      | Anabel Medina Garrigues (2/2) Virginia Ruano Pascual (10/10) | Serena Williams (9/14) Venus Williams (9/14)       | Serena Williams (10/14) Venus Williams (10/14)     |
| 2010 | Serena Williams (11/14) Venus Williams (11/14)                                                    | Serena Williams (12/14) Venus Williams (12/14)               | Vania King (1/2) Iaroslava Xvédova (1/2)           | Vania King (2/2) Iaroslava Xvédova (2/2)           |
| 2011 | Gisela Dulko Flavia Pennetta                                                                      | Andrea Hlaváčková (1/2) Lucie Hradecká (1/2)                 | Květa Peschke Katarina Srebotnik                   | Liezel Huber (5/5) Lisa Raymond (6/6)              |
| 2012 | Svetlana Kuznetsova (2/2) Vera Zvonariova (2/3)                                                   | Sara Errani (1/6) Roberta Vinci (1/5)                        | Serena Williams (13/14) Venus Williams (13/14)     | Sara Errani (2/6) Roberta Vinci (2/5)              |
| 2013 | Sara Errani (3/6) Roberta Vinci (3/5)                                                             | Iekaterina Makàrova (1/3) Ielena Vesninà (1/3)               | Hsieh Su-wei (1/7) Peng Shuai (1/2)                | Andrea Hlaváčková (2/2) Lucie Hradecká (2/2)       |
| 2014 | Sara Errani (4/6) Roberta Vinci (4/5)                                                             | Hsieh Su-wei (2/7) Peng Shuai (2/2)                          | Sara Errani (5/6) Roberta Vinci (5/5)              | Iekaterina Makàrova (2/3) Ielena Vesninà (2/3)     |
| 2015 | Bethanie Mattek-Sands (1/5) Lucie Šafářová (1/5)                                                  | Bethanie Mattek-Sands (2/5) Lucie Šafářová (2/5)             | Martina Hingis (10/13) Sania Mirza (1/3)           | Martina Hingis (11/13) Sania Mirza (2/3)           |
| 2016 | Martina Hingis (12/13) Sania Mirza (3/3)                                                          | Caroline Garcia (1/2) Kristina Mladenovic (1/6)              | Serena Williams (14/14) Venus Williams (14/14)     | Bethanie Mattek-Sands (3/5) Lucie Šafářová (3/5)   |
| 2017 | Bethanie Mattek-Sands (4/5) Lucie Šafářová (4/5)                                                  | Bethanie Mattek-Sands (5/5) Lucie Šafářová (5/5)             | Iekaterina Makàrova (3/3) Ielena Vesninà (3/3)     | Chan Yung-jan Martina Hingis (13/13)               |
| 2018 | Tímea Babos (1/4) Kristina Mladenovic (2/6)                                                       | Barbora Krejčíková (1/7) Kateřina Siniaková (1/10)           | Barbora Krejčíková (2/7) Kateřina Siniaková (2/10) | Ashleigh Barty CoCo Vandeweghe                     |
| 2019 | Samantha Stosur (3/4) Zhang Shuai (1/2)                                                           | Tímea Babos (2/4) Kristina Mladenovic (3/6)                  | Hsieh Su-wei (3/7) Barbora Strýcová (1/2)          | Elise Mertens (1/5) Arina Sabalenka (1/2)          |
| 2020 | Tímea Babos (3/4) Kristina Mladenovic (4/6)                                                       | Tímea Babos (4/4) Kristina Mladenovic (5/6)                  | no celebrat                                        | Laura Siegemund Vera Zvonariova (3/3)              |
| 2021 | Elise Mertens (2/5) Arina Sabalenka (2/2)                                                         | Barbora Krejčíková (3/7) Kateřina Siniaková (3/10)           | Hsieh Su-wei (4/7) Elise Mertens (3/5)             | Samantha Stosur (4/4) Zhang Shuai (2/2)            |
| 2022 | Barbora Krejčíková (4/7) Kateřina Siniaková (4/10)                                                | Caroline Garcia (2/2) Kristina Mladenovic (6/6)              | Barbora Krejčíková (5/7) Kateřina Siniaková (5/10) | Barbora Krejčíková (6/7) Kateřina Siniaková (6/10) |
| 2023 | Barbora Krejčíková (7/7) Kateřina Siniaková (7/10)                                                | Hsieh Su-wei (5/7) Wang Xinyu                                | Hsieh Su-wei (6/7) Barbora Strýcová (2/2)          | Gabriela Dabrowski Erin Routliffe                  |
| 2024 | Hsieh Su-wei (7/7) Elise Mertens (4/5)                                                            | Coco Gauff Kateřina Siniaková (8/10)                         | Kateřina Siniaková (9/10) Taylor Townsend (1/2)    | Liudmila Kitxenok Jeļena Ostapenko                 |
| 2025 | Kateřina Siniaková (10/10) Taylor Townsend (2/2)                                                  | Sara Errani (6/6) Jasmine Paolini                            | Veronika Kudermétova · Elise Mertens (5/5)         |                                                    |

## Estadístiques

### Campiones múltiples (individual)
Nota: En negreta les tennistes en actiu.
| Títols | Tennistes |
| ------ | --- |
| 31     | / Martina Navrátilová |
| 21     | Louise Brough, Margaret Osborne, Pam Shriver |
| 19     | Margaret Court |
| 18     | / Nataixa Zvéreva |
| 17     | Elizabeth Ryan, / Gigi Fernandez |
| 16     | Billie Jean |
| 14     | Doris Hart, Serena Williams, Venus Williams |
| 13     | Darlene Hard, Martina Hingis |
| 12     | Thelma Coyne, Shirley Fry, / Jana Novotná |
| 11     | Maria Bueno, Sarah Palfrey |
| 10     | Virginia Ruano Pascual, Kateřina Siniaková, Nancye Wynne |
| 9      | Rosemary Casals, Simone Mathieu, Helena Suková, Helen Wills |
| 8      | Suzanne Lenglen, Paola Suárez, Judy Tegart |
| 7      | Juliette Atkinson, Françoise Durr, Hazel Hotchkiss, Hsieh Su-wei, Barbora Krejčíková, Lesley Turner |
| 6      | Mary Browne, Sara Errani, Evonne Goolagong, Alice Marble, Kristina Mladenovic, Lisa Raymond, Arantxa Sánchez Vicario, Betty Stöve                                                                      |
| 5      | Daphne Akhurst, Cara Black, Esna Boyd, Althea Gibson, Helen Gourlay, Tanya Harford, / Liezel Huber, Kathy Jordan, Bethanie Mattek-Sands, Elise Mertens, Lucie Šafářová, Renee Schuurman, Roberta Vinci |

### Campiones múltiples (parella)
Nota: En negreta les parelles en actiu.
| Títols | Tennistes                               |
| ------ | --------------------------------------- |
| 20     | Louise Brough / Margaret Osborne        |
| 20     | Martina Navrátilová / Pam Shriver       |
| 14     | / Gigi Fernández / / Nataixa Zvéreva    |
| 14     | Serena Williams / Venus Williams        |
| 11     | Doris Hart / Shirley Fry                |
| 10     | Thelma Coyne / Nancye Wynne             |
| 8      | Virginia Ruano Pascual / Paola Suárez   |
| 7      | Rosemary Casals / Billie Jean           |
| 7      | Barbora Krejčíková / Kateřina Siniaková |
| 6      | Suzanne Lenglen / Elizabeth Ryan        |
| 6      | Sarah Palfrey / Alice Marble            |
| 5      | Darlene Hard / Maria Bueno              |
| 5      | Margaret Court / Judy Tegart            |
| 5      | Sara Errani / Roberta Vinci             |
| 5      | Bethanie Mattek-Sands / Lucie Šafářová  |
| 4      | Helen Wills / Elizabeth Ryan            |
| 4      | Simone Mathieu / Elizabeth Ryan         |
| 4      | Renee Schuurman / Sandra Reynolds       |
| 4      | Margaret Court / Lesley Turner          |
| 4      | Margaret Court / Virginia Wade          |
| 4      | Kathy Jordan / Anne Smith               |
| 4      | Jana Novotná / Helena Suková            |
| 4      | Cara Black / / Liezel Huber             |

### Campiones per torneig
| Grand Slam       | Títols | Tennistes             |
| ---------------- | ------ | --------------------- |
| Open d'Austràlia | 12     | Thelma Coyne          |
| Roland Garros    | 7      | / Martina Navrátilová |
| Wimbledon        | 12     | Elizabeth Ryan        |
| US Open          | 13     | Margaret Osborne      |

### Campiones Grand Slam

#### Grand Slam pur
| Any  | Tennista            |
| ---- | ------------------- |
| 1960 | Maria Bueno         |
| 1984 | Martina Navrátilová |
| 1984 | Pam Shriver         |
| 1998 | Martina Hingis      |

#### Grand Slam seguit
| Anys      | Tennista            |
| --------- | ------------------- |
| 1958−1959 | Louise Brough       |
| 1983−1984 | Martina Navrátilová |
| 1983−1984 | Pam Shriver         |
| 1984−1985 | Martina Navrátilová |
| 1984−1985 | Pam Shriver         |
| 1986−1987 | Martina Navrátilová |
| 1986−1987 | Pam Shriver         |
| 1992−1993 | Gigi Fernandez      |
| 1992−1993 | Nataixa Zvéreva     |
| 1996−1997 | Nataixa Zvéreva     |
| 1998−1999 | Martina Hingis      |
| 2009−2010 | Serena Williams     |
| 2009−2010 | Venus Williams      |

#### Grand Slam durant la carrera
Nota: Any en el qual van guanyar del primer títol de cada torneig i en negreta el darrer títol guanyat.
| Tennista              | Open d'Austràlia | Roland Garros | Wimbledon | US Open |
| --------------------- | ---------------- | ------------- | --------- | ------- |
| Louise Brough         | 1950             | 1946          | 1946      | 1942    |
| Doris Hart            | 1950             | 1948          | 1947      | 1951    |
| Shirley Fry           | 1957             | 1950          | 1951      | 1951    |
| Maria Bueno           | 1960             | 1960          | 1958      | 1960    |
| Margaret Court        | 1961             | 1964          | 1964      | 1963    |
| Lesley Turner         | 1964             | 1964          | 1964      | 1961    |
| Judy Tegart           | 1964             | 1966          | 1969      | 1970    |
| / Martina Navrátilová | 1980             | 1975          | 1976      | 1977    |
| Kathy Jordan          | 1981             | 1980          | 1980      | 1981    |
| Anne Smith            | 1981             | 1980          | 1980      | 1981    |
| Pam Shriver           | 1982             | 1984          | 1981      | 1983    |
| Helena Sukova         | 1990             | 1990          | 1987      | 1985    |
| / Gigi Fernandez      | 1993             | 1991          | 1992      | 1988    |
| / Nataixa Zvéreva     | 1993             | 1989          | 1991      | 1991    |
| Jana Novotna          | 1990             | 1990          | 1989      | 1994    |
| Martina Hingis        | 1997             | 1998          | 1996      | 1998    |
| Serena Williams       | 2001             | 1999          | 2000      | 1999    |
| Venus Williams        | 2001             | 1999          | 2000      | 1999    |
| Lisa Raymond          | 2000             | 2006          | 2001      | 2001    |
| Sara Errani           | 2013             | 2012          | 2014      | 2012    |
| Roberta Vinci         | 2013             | 2012          | 2014      | 2012    |
| Barbora Krejčíková    | 2022             | 2018          | 2018      | 2022    |
| Kateřina Siniaková    | 2022             | 2018          | 2018      | 2022    |

### Campiones Golden Slam

#### Golden Slam durant la carrera
Nota: Any en el qual van guanyar del primer títol de cada torneig. En negreta el darrer títol guanyat.
| Tennista           | Open d'Austràlia | Roland Garros | Wimbledon | US Open | Jocs Olímpics |
| ------------------ | ---------------- | ------------- | --------- | ------- | ------------- |
| Pam Shriver        | 1982             | 1984          | 1981      | 1983    | 1988          |
| Gigi Fernandez     | 1993             | 1991          | 1992      | 1988    | 1992          |
| Venus Williams     | 2001             | 1999          | 2000      | 1999    | 2000          |
| Serene Williams    | 2001             | 1999          | 2000      | 1999    | 2000          |
| Barbora Krejčíková | 2022             | 2018          | 2018      | 2022    | 2020          |
| Kateřina Siniaková | 2022             | 2018          | 2018      | 2022    | 2020          |

### Campiones Super Slam

#### Super Slam durant la carrera
Nota: Any en el qual van guanyar del primer títol de cada torneig. En negreta el darrer títol guanyat.
| Tennista           | Austràlia | Roland Garros | Wimbledon | Estats Units | Jocs Olímpics | Finals |
| ------------------ | --------- | ------------- | --------- | ------------ | ------------- | ------ |
| Pam Shriver        | 1982      | 1984          | 1981      | 1983         | 1988          | 1981   |
| Gigi Fernandez     | 1993      | 1991          | 1992      | 1988         | 1992          | 1993   |
| Barbora Krejčíková | 2022      | 2018          | 2018      | 2022         | 2020          | 2021   |
| Kateřina Siniaková | 2022      | 2018          | 2018      | 2022         | 2020          | 2021   |

### Campiones de tres torneigs Grand Slam en un any
| - Austràlia−Roland Garros−Wimbledon - 1960 Maria Bueno - 1964 Lesley Turner - 1982 Martina Navrátilová - 1982 Pam Shriver - 1984 Martina Navrátilová (2) - 1984 Pam Shriver (2) - 1990 Jana Novotná - 1990 Helena Suková - 1993 Gigi Fernández - 1993 Nataixa Zvéreva - 1994 Gigi Fernández (2) - 1994 Nataixa Zvéreva (2) - 1997 Nataixa Zvéreva (3) - 1998 Martina Hingis | - Austràlia−Roland Garros−Estats Units - 1960 Maria Bueno - 1973 Margaret Court - 1973 Virginia Wade - 1984 Martina Navrátilová - 1984 Pam Shriver - 1987 Martina Navrátilová (2) - 1987 Pam Shriver (2) - 1998 Martina Hingis - 2004 Virginia Ruano Pascual - 2004 Paola Suárez | - Austràlia−Wimbledon−Estats Units - 1950 Louise Brough - 1950 Doris Hart - 1960 Maria Bueno - 1983 Martina Navrátilová - 1983 Pam Shriver - 1984 Martina Navrátilová (2) - 1984 Pam Shriver (2) - 1998 Martina Hingis - 2009 Serena Williams - 2009 Venus Williams - 2022 Barbora Krejčíková - 2022 Kateřina Siniaková | - Roland Garros−Wimbledon−Estats Units - 1946 Louise Brough - 1946 Margaret Osborne - 1949 Louise Brough (2) - 1949 Margaret Osborne (2) - 1951 Doris Hart - 1951 Shirley Fry - 1952 Doris Hart (2) - 1952 Shirley Fry (2) - 1953 Doris Hart (3) - 1953 Shirley Fry (3) - 1960 Maria Bueno - 1960 Darlene Hard - 1972 Betty Stöve - 1984 Martina Navrátilová - 1984 Pam Shriver - 1986 Martina Navrátilová (2) - 1992 Gigi Fernández - 1992 Nataixa Zvéreva - 1998 Martina Hingis - 1998 Jana Novotná |

- L'australiana Helen Gourlay va aconseguir guanyar tres títols de Grand Slam l'any 1977, dos Oberts d'Austràlia i un torneig de Wimbledon, coincidint en què aquell any es va celebrar l'Obert d'Austràlia dues ocasions per redistribució del calendari tennístic (gener i desembre).